# Sandra Azón
Sandra Azón (Barcelona, 12 de novembro de 1973) é uma velejadora espanhola, medalhista olímpica de prata da classe 470.

## Carreira
Sandra Azón representou seu país nos Jogos Olímpicos de 2000, 2004 e 2008 na qual conquistou uma medalhas de prata na classe 470. 